# چرچی‌کوی، قسطمونی
چرچی‌کوی (جارچی‌کوی) (به ترکی استانبولی: Çerçiköy) یک منطقهٔ مسکونی در ترکیه است که در قسطمونی واقع شده‌است.